# Pseudastylopsis squamosus
Pseudastylopsis squamosus är en skalbaggsart som beskrevs av Chemsak och Linsley 1986. Pseudastylopsis squamosus ingår i släktet Pseudastylopsis och familjen långhorningar.
Artens utbredningsområde är Honduras. Inga underarter finns listade i Catalogue of Life.